# Medal Nowozelandzki Służby Wojennej 1939–1945
Medal Nowozelandzki Służby Wojennej 1939–1945 (ang. New Zealand War Service Medal 1939-1945) – jest pierwszym nowozelandzkim medalem wśród medali Wspólnoty Narodów; ustanowionym przez króla Jerzego VI, jako jeden z medali kampanii brytyjskich,

## Zasady nadawania
Medal nadawany był za 1 miesiąc pełnowymiarowej lub 6 miesięcy w niepełnym wymiarze godzin służby w dowolnych siłach zbrojnych, rezerwie lub gwardii narodowej między 3 września 1939 i 2 września 1945.

## Opis medalu
Awers: lewy profil króla Jerzego VI, na obwodzie napis: GEORGIUS VI:G:BR:OMN:REX ET INDIAE IMP:
Rewers: napis FOR SERVICE TO NEW ZEALAND 1939-1945 oraz motyw liścia paproci.
Kolory wstążki oparte na narodowych barwach: czerni i bieli.

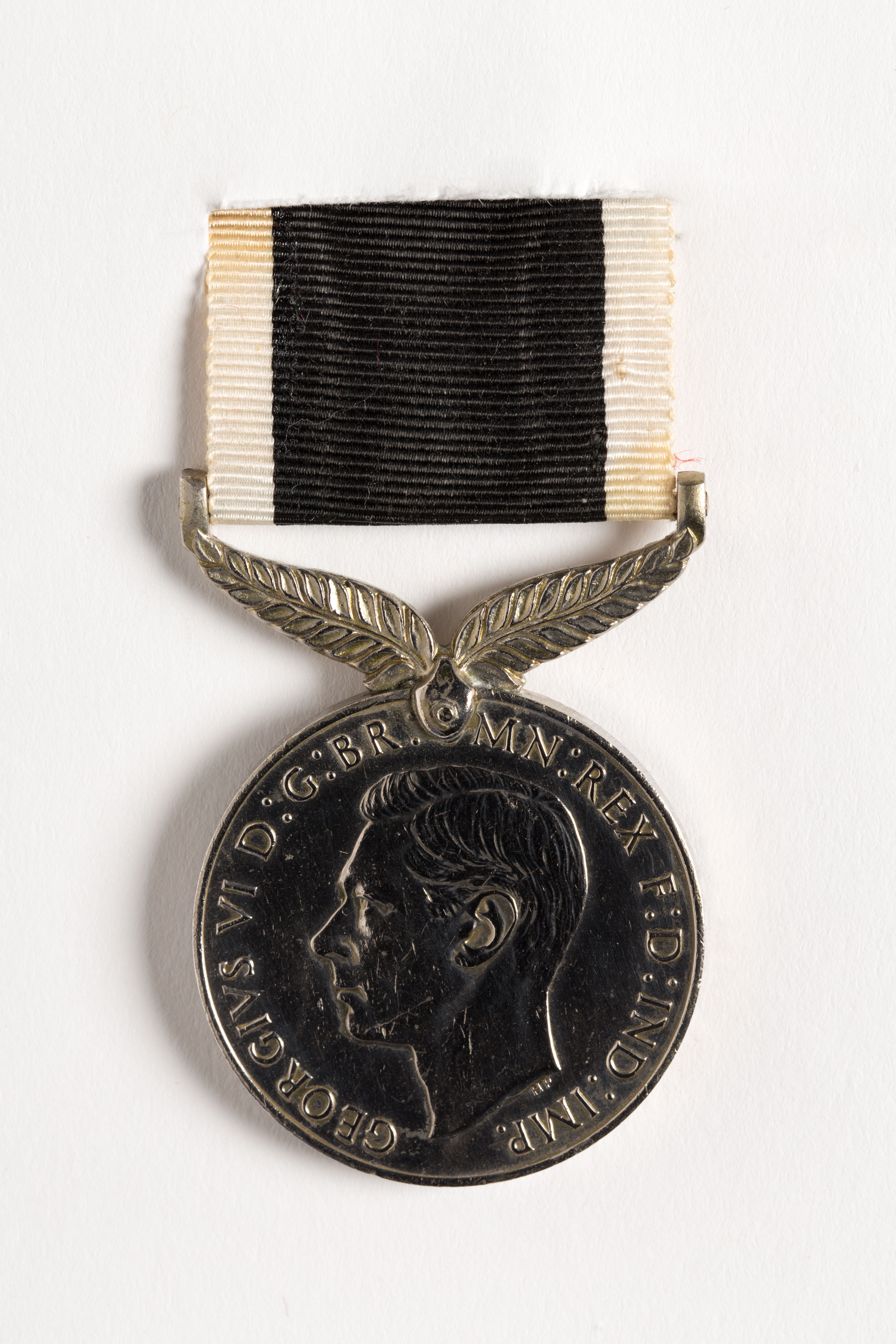
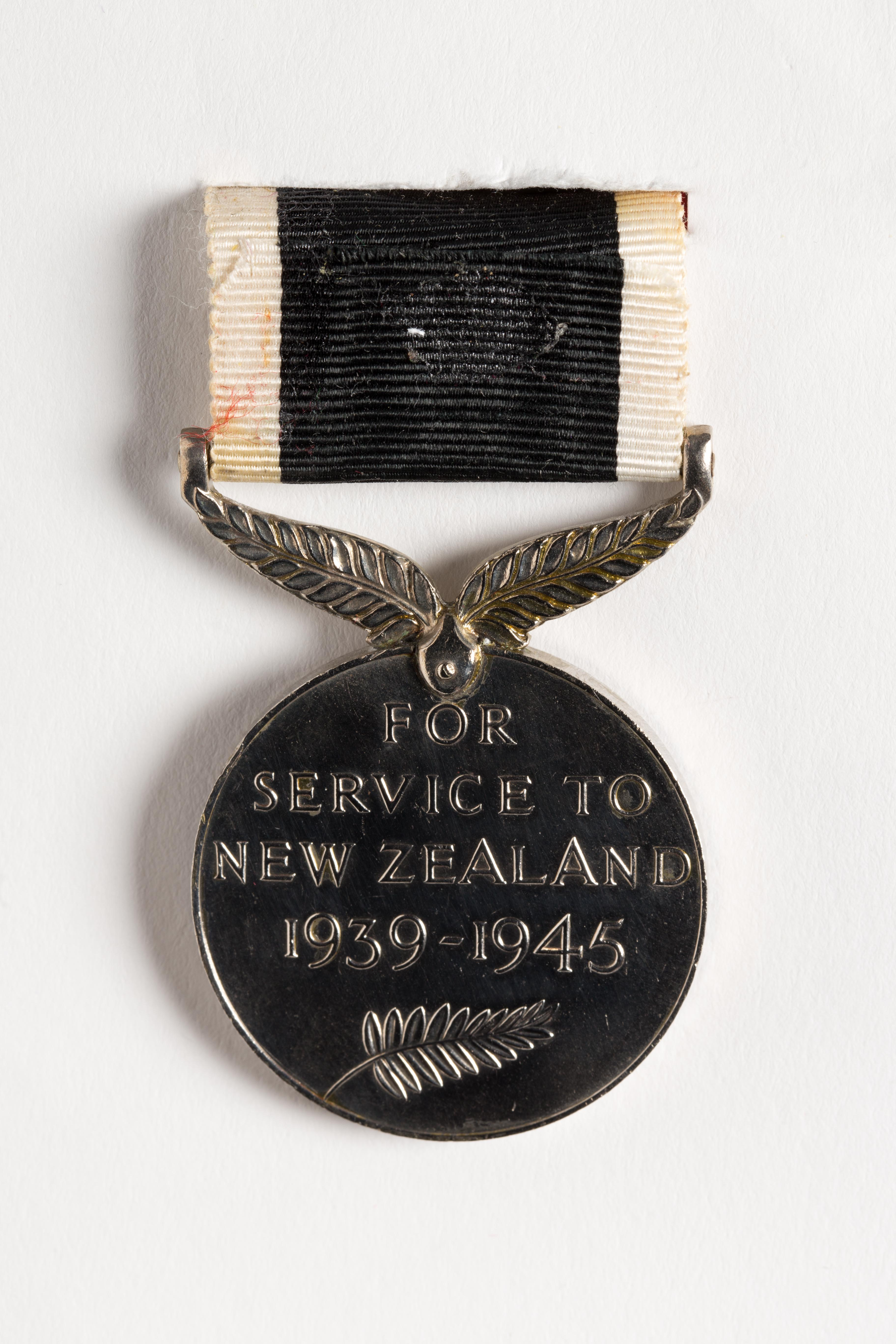